# 伊戈尔·米哈伊连科
伊戈尔·弗拉基米罗维奇·米哈伊连科（羅馬化：Ihor Volodymyrovych Mykhailenko；1988年2月19日—），绰号切尔卡斯（Черкас），乌克兰军事和政治人物，亚速营第二任指挥官，乌克兰国民警卫队高级中尉，极右翼准军事组织“国民小队”指挥官。

## 生平
1988年2月19日，米哈伊连科出生在哈尔科夫的一个乌克兰族家庭。在学生时代，居住在扎波羅熱州波洛希區的Chapaivka村。2004年，考入哈尔科夫理工学院。2005年春，与安德烈·比列茨基结识，后成为以比列茨基为首的“乌克兰爱国者”组织的成员。其后参加了该组织的很多大规模行动，例如游行、集会、体育赛事、抗议行动和暴力行动等，以及查明毒贩、拘留非法移民等行动。2008年10月18日，因在游行中与警察发生冲突被捕，并被关押数日。2011年8月23日，谢尔盖·科列斯尼克武装袭击“乌克兰爱国者”位于哈尔科夫Rymarska街18号的哈尔科夫总部办公室，双方爆发冲突，米哈伊连科因在冲突中颈部中弹而住院治疗。米哈伊连科曾作为证人出席对袭击案件的审理，但随着烏克蘭國家安全局镇压“乌克兰爱国者”，米哈伊连科后来被重新归类为嫌疑人。2011年9月11日，米哈伊连科与另一名“乌克兰爱国者”成员维塔利·克尼亚日斯基（Віталій Княжий）被捕，随后被关入哈尔科夫Kholodnohirska监狱。在基辅、哈尔科夫、利沃夫、顿涅茨克、日托米尔、伊万诺-弗兰科夫斯克等多个城市爆发支持“乌克兰爱国者”、反对政治压迫的抗议活动。2014年2月25日，根据乌克兰最高拉达“关于释放政治犯”的第4202号决议，米哈伊连科等人被释放。